# Upor mornarjev v Boki Kotorski
Upor mornarjev v Boki Kotorski je izbruhnil 1. februarja 1918 v takratnem oporišču avstro-ogrske mornarice v Boki Kotorski in je trajal do 3. februarja. 
Izbruhnil je predvsem zaradi protivojnega razpoloženja in vpliva oktobrske revolucije. Upor so začeli mornarji na križarki Sv. Jurij (Sankt Georg), nato pa se je razširil še na druge enote avstro-ogrske mornarice v Boki Kotorski s približno 6.000 mornarji v Kotorju. 
Ko so 3. februarja priplule vojne ladje iz Pulja, je bil upor zatrt brez nasilja. Okoli 800 mornarjev je bilo zaprtih, 40 pa jih je bilo poslanih pred naglo vojno sodišče. Štiri mornarje so obsodili na smrt z ustrelitvijo, in sicer vodjo upora Františeka Raša, mornariškega vodnika iz Češke, Antuna Grabara, mornarja iz Poreča, Jerka Šižgorića, topničarja iz Žirja pri Šibeniku, in Mateja Brničevića, topničarja iz vasi Jasenice blizu Omiša.
Glavni poveljnik mornarice Maximilian Njegovan je bil zaradi upora zamenjan, na njegovo mesto pa je bil imenovan Miklós Horthy, zadnji poveljnik avstro-ogrske mornarice.